# Liebe, Schnee und Sonnenschein
Liebe, Schnee und Sonnenschein ist eine österreichische Wintersportkomödie aus dem Jahre 1956 von Rudolf Nussgruber mit Friedl Czepa, Rudolf Lenz und Nussgruber-Gattin Anita Gutwell in den Hauptrollen.

## Handlung
In ihrem Hotel in Zell am See führt die Besitzerin Maria Schweiger ein strenges Regiment. Dieses Jahr, rechtzeitig zur Eröffnung der Skisaison, soll ausnahmsweise mal eine Skilehrerin und nicht ein Skilehrer eingestellt werden – und dies nur deshalb, um ihrem weiblichen Personal die alljährlichen Flirtereien auszutreiben. Auch dieses Jahr kehrt mit Herrn Hans Kröger ein wichtiger Stammgast ein; er ist der Direktor der mächtigsten süddeutschen Illustrierten und hat regelmäßig ein Auge auf die Chefin geworfen. Derweil sind in Salzburg die in Zell erwartete Skilehrerin Ilse und ihre beste Freundin Gitta Halden eingetroffen. Inge bittet Gitta, sie zu Beginn in Zell unter falschem Namen zu vertreten, denn sie will noch schnell an einer Skimeisterschaft teilnehmen, die in den kommenden Tagen ausgetragen wird. Das Problem ist nur, dass Gitta keine Ahnung vom Skifahren hat, was allerdings heuer kein großes Problem sein dürfte, denn wie gemeldet wurde, ist Zell derzeit noch komplett schneefrei und eine Skilehrerin ohne Arbeit. In der Mozart-Stadt lernt Gitta derweil den Bildreporter Paul Fehling und dessen Kumpel Kurt Berger kennen. Beide nehmen sie mit Pauls Sportwagen nach Zell mit. Auf der Fahrt zum Urlaubsort muss Gitta zu ihrem großen Schrecken feststellen, dass es heftig zu schneien beginnt …
Kaum eingetroffen, wird Gitta auch sofort in Beschlag genommen. Gleich morgen früh soll ihre erste Unterrichtsstunde mit einem Anfängerkurs auf dem Idiotenhügel beginnen. Mit einiger Cleverness entgeht Gitta der Blamage, als Skilaie entlarvt zu werden, aber die brettlerfahrenen Paul und Kurt bemerken sofort, dass Gitta vom Wintersport nicht die geringste Ahnung hat. Während Kurt zum von Hotelierstochter Henny Schweiger geleiteten Fortgeschrittenenkurs wechselt, bleibt Paul, der eigentlich ein absoluter Skifex ist, an Gittas Seite, da er sich in sie verliebt hat und ihr unbedingt aus der selbstverschuldeten Patsche helfen möchte. Gleichzeitig versucht Kurt vor Henny in angeberischer Weise als alter Skihase zu punkten, was jedoch mächtig misslingt, da das Hotelfaktotum Xandl statt Skiwachs eine eigene Erfindung, eine Art Gummilösung, auf die Bretter geschmiert hat, was Kurt sehr alt aussehen lässt. Trotz dessen offensichtlicher Trottelhaftigkeit beginnt sich Henny in den linkischen Kurt zu verlieben.
Mit der exzentrischen Amerikanerin Dorothy Browning ist ein weiterer wichtiger Hotelgast eingetroffen. Die Frau mittleren Alters ist hierher gereist, weil sie unbedingt das österreichische Ski-Ass Toni Sailer kennenlernen will. Sie glaubt, ihn gefunden zu haben, muss dann aber bald enttäuscht feststellen, dass es sich um eine Namensverwechslung handelt: ihre neue „Eroberung“ heißt in Wahrheit Toni Saidler und ist Spenglermeister von Beruf. Dies ist nicht nur für Mrs. Browning eine herbe Enttäuschung, sondern auch für Herrn Krögers Sekretärin Roswitha Aufrecht, die, eine brandheiße Story vorm geistigen Auge, den Bildberichterstatter Paul damit beauftragt, einige Fotos von dieser Begegnung zu schießen. Auch Frau Schweiger muss mit einer Enttäuschung klarkommen: Sie glaubt aufgrund eines Missverständnisses, dass der sie hofierende Hans Kröger in Wahrheit nicht sie, sondern ihre Tochter zur Ehefrau haben möchte. Sie ist zwar sehr enttäuscht über diese Entwicklung, gibt aber schließlich ihren Segen zu dieser Verbindung. Als Kurt davon erfährt, bricht für ihn, der sich Hoffnungen auf Henny gemacht hatte, eine Welt zusammen, und er reist aus Zell ab.
Bei seinen Abreisevorbereitungen trifft er auf Gitta, die aufgrund der für sie ebenfalls ungünstig verlaufenden Ereignisse gleichfalls den Urlaubsort fluchtartig verlassen möchte. Denn in der Zwischenzeit ist nicht nur Gitta (mit neuem Meistertitel) im Hotel angekommen, sondern Paul, in den sie sich verliebt hat, versetzte sie aus beruflichen Gründen, nämlich aufgrund der missglückten „Toni-Sailer-trifft-exzentrische-Amerikanerin“-Reportage. Doch dann verhilft ein neues Missgeschick allen Beteiligten zu ihrem Glück: Der abreisende Kurt, der erst seit kurzem im Besitz eines Führerscheins ist, hat sich bei der Abfahrt verfranzt und ist mit dem Fahrzeug auf den zugefrorenen Zeller See geraten, auf dem gerade ein Autorennen abgehalten wird. Durch seine chaotische „Fahrkunst“ bringt er rasch die anderen Teilnehmer erst aus dem Konzept und dann von der Fahrbahn und saust dann auch noch schließlich als Erster durchs Ziel. Unter den jubelnden Zuschauern befinden sich auch Paul und Gitta, die sich miteinander ausgesöhnt haben, aber auch Herr Kröger und Frau Schweiger, die erst das Missverständnis aufgeklärt und sich schließlich doch noch gefunden haben. Henny Schweiger fällt ihrem Kurt in den Arm, küsst ihn und macht ihm klar, dass ihr Herz nur ihm gehört.

## Produktionsnotizen
Liebe, Schnee und Sonnenschein entstand Anfang 1956 im winterlichen Zell am See und erlebte seine deutsche Premiere am 10. August 1956 in Düsseldorf.
Heinz Pollak übernahm die Herstellungs- und Produktionsleitung, Sepp Rothauer gestaltete die Filmbauten.

## Kritik
Im Lexikon des Internationalen Films heißt es knapp: „… simple(n) Verwechslungskomödie …“